# Carlton, Tasmanien
Carlton är en ort i Australien. Den ligger i kommunen Sorell och delstaten Tasmanien, i den sydöstra delen av landet, omkring 27 kilometer öster om delstatshuvudstaden Hobart. Antalet invånare är 996.
Närmaste större samhälle är Rokeby, omkring 17 kilometer väster om Carlton. 
Genomsnittlig årsnederbörd är 619 millimeter. Den regnigaste månaden är november, med i genomsnitt 79 mm nederbörd, och den torraste är augusti, med 37 mm nederbörd.